# Peter Keßler (Orgelbauer)
Peter Keßler (* 19. Mai 1843; † unbekannt) war deutscher Schreiner und Orgelbauer.
Die Gesellenprüfung als Schreiner bestand er im Februar 1864. Im Orgelbau muss er als Autodidakt bezeichnet werden. 1867 gründete er das Orgelbauunternehmen Peter Keßler in Kisselbach. Werke:
- Feilbingert (die Orgel musste zurückgenommen werden)
- Laubach (Hunsrück), kath. Kirche, 1871
- Wiebelsheim, 1872; 1979 durch Oberlinger restauriert.

Das Unternehmen ging 1873 in Konkurs.
Um 1889 existierte eine Orgelbauanstalt Keßler & Schmitz in Mutscheid bei Münstereifel. Im Mai 1891 wurde die Orgelbauanstalt Keßler & Uhlendorf in Kisselbach gegründet. Sie existierte bis 1895.
Orgelbauten der Unternehmen Keßler & Schmitz sowie Keßler & Uhlendorf sind bislang nicht bekannt geworden.